# Disney's Tarzan
Disney's Tarzan (també conegut com a Tarzan Action Game) és un videojoc d'acció i plataformes desenvolupat per Eurocom i publicat per Sony Computer Entertainment per a PlayStation el 1999 basat en la pel·lícula d'animació de Disney Tarzan. Konami va publicar el joc pel llançament al mercat japonès. També es va publicar pels sistemes de PC el 1999 i per a Nintendo 64 el 2000. Una variant del joc per a Game Boy Color va ser desenvolupat per a Digital Eclipse i publicat el 1999.